# غرفة القتل
غرفة القتل (بالإنجليزية: The Kill Room)‏ هو فيلم إثارة وكوميديا سوداء أمريكي صدر عام 2023 من إخراج نيكول باوني وتأليف جوناثان جاكوبسون. وبطولة أوما ثورمان، جو مانغانيلو، مايا هوك، ديبي مازار، دري همينغوي وصامويل جاكسون.
صدر الفيلم من قبل استوديوهات شاوت في 28 سبتمبر 2023.

## القصة
عندما يتقابل عالم الفن مع عالم الجريمة، يتحول عن طريق الخطأ مخطط غسيل الأموال إلى تحفة فنية تجذب الأنظار، ويتحول قاتل مأجور إلى ظاهرة فنية مبتكرة تلتهم الأضواء وتحظى بشهرة فورية في عالم الطليعة بين عشية وضحاها.

## الممثلون
- أوما ثورمان بدور باتريس
- جو مانجانيلو بدور ريجي
- صموئيل جاكسون بدور جوردون
- مايا هوك بدور جريس
- ديبي مزار بدور الكيمونو
- دري همنغواي بدور أنيكا
- كاندي باكلي في دور السيدة جالفينسون
- لاري باين بدور الدكتور جالفينسون
- جينيفر كيم في دور ماي لي
- مايك دويل بدور رافائيل برونتو
- ماثيو ماهر بدور نيت
- ماريان ريندون بدور نيكول
- ليف مورغان بدور إيما
- توم بيتشينكا في دور أنطون
- ألكسندر سوكوفيكوف في دور رومان راشنيكوف
- إيمي كيوم في دور ليزلي

## الإصدار
في يوليو 2023، حصلت استوديوهات شاوت على حقوق أمريكا الشمالية لعرض فيلم غرفة القتل. ليتم إصداره في الولايات المتحدة في 28 سبتمبر 2023.

## روابط خارجية
- غرفة القتل على موقع IMDb (الإنجليزية)
- غرفة القتل على موقع ميتاكريتيك (الإنجليزية)
- غرفة القتل على موقع روتن توميتوز (الإنجليزية)
- غرفة القتل على موقع قاعدة بيانات الفيلم (الإنجليزية)
- غرفة القتل على موقع ليتربوكسد (الإنجليزية)
- غرفة القتل على موقع كينوبويسك (الروسية)